# Mastax alternans
Mastax alternans é uma espécie de carabídeo da tribo Brachinini, com distribuição restrita à República Democrática do Congo.